# Colombicallia
Colombicallia is een kevergeslacht uit de familie van de boktorren (Cerambycidae). De wetenschappelijke naam van het geslacht werd voor het eerst geldig gepubliceerd in 1992 door Galileo & Martins.

## Soorten
Colombicallia omvat de volgende soorten:
- Colombicallia albofasciata Martins & Galileo, 2006
- Colombicallia curta Galileo & Martins, 1992